# Kropinjak
 Kropinjak  falu Horvátországban, Isztria megyében. Közigazgatásilag Lanišćéhez tartozik.

## Fekvése
Az Isztriai-félsziget északi részén a Ćićarija-hegység területén, Buzettől északkeletre, községközpontjától 10 km-re északnyugatra, a szlovén határ közelében  fekszik.

## Története
1857-ben 77, 1910-ben 127 lakosa volt. Lakossága erősen fogyóban van. 2011-ben a falunak mindössze 3 háztartása és 4 lakosa volt.

## Lakosság
| Lakosság változása | Lakosság változása | Lakosság változása | Lakosság változása | Lakosság változása | Lakosság változása | Lakosság változása | Lakosság változása | Lakosság változása | Lakosság változása | Lakosság változása | Lakosság változása | Lakosság változása | Lakosság változása | Lakosság változása | Lakosság változása |
| ------------------ | ------------------ | ------------------ | ------------------ | ------------------ | ------------------ | ------------------ | ------------------ | ------------------ | ------------------ | ------------------ | ------------------ | ------------------ | ------------------ | ------------------ | ------------------ |
| 1857               | 1869               | 1880               | 1890               | 1900               | 1910               | 1921               | 1931               | 1948               | 1953               | 1961               | 1971               | 1981               | 1991               | 2001               | 2011               |
| 77                 | 84                 | 74                 | 89                 | 108                | 127                | 0                  | 0                  | 54                 | 61                 | 53                 | 34                 | 22                 | 15                 | 11                 | 4                  |